# 銅像

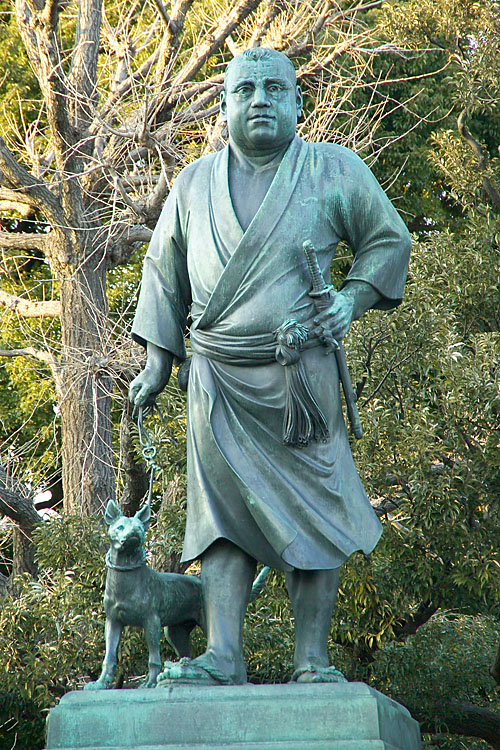
西郷隆盛像（上野恩賜公園、東京都台東区）高村光雲作（犬は後藤貞行作）

銅像（どうぞう）とは、神仏、人、動物などを模して銅で作られた像、および彫刻のことである。

## 製法
銅像の代表的な製法は、鋳造法である。材料は主に青銅（ブロンズ）が用いられる。ここでは例として大仏の鋳造法（砂型鋳造法）について説明する。
1. まず木や石、粘土などで型となる像を作り、乾燥させた後に雲母の粉を塗布する。
2. その上から再び粘土を重ね、再び乾燥させる。
3. 重ねた粘土を切り分けて剥がし、原型となる像の表面を5～6cm削る。このときに出来た隙間に銅が流し込まれる。
4. 下から順に切り分けた粘土を戻し、戻した部分を盛り土で固める。外からは原型が徐々に土に埋まるように見える。
5. 隙間に溶けた銅を流し込み、冷えて固まったら再び切り分けた粘土を重ねて土で固める。
6. 上記の手順をすべての像が土の中に埋まった状態になるまで繰り返す。
7. 土と表面の粘土を取り除き、表面を磨いたりして成形したら完成。仏像の場合は、さらに鍍金して金銅像（金銅仏）とすることが多い。

それ以外にも吸引鋳造法やガス型鋳造法などがある。

## 歴史

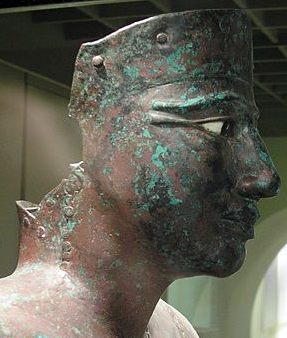
ペピ1世像

銅像の歴史は古く、現存する世界最古の銅像はエジプト考古学博物館（カイロ博物館）所蔵のエジプト第6王朝ペピ1世の像。およそ4000年以上前のものと推測されている（金属製の像としても最古）。
日本では、飛鳥時代から金銅仏が制作されていた。東大寺の奈良の大仏も銅製である。しかし、人物をかたどった銅像がたてられることはなかった。江戸時代末期、アメリカにわたった遣米使節は胸像をみて「さらし首のようだ」と記録した。日本初の西洋式銅像は、兼六園の明治紀念之標（日本武尊の銅像、1880年）である。この像が建立されたのは西南戦争に従軍し戦死した郷土軍人を慰霊するためで、日本武尊であったのは、熊襲退治のために九州に出向いたことと西南戦争で従軍したことと重ね合わせたといわれる。東京最古の西洋式銅像としては、大熊氏廣が明治26年（1893年）に靖國神社へ建立した大村益次郎像で、女性像としては同じ大熊による瓜生岩子像（1901年、浅草寺）である。第二次世界大戦が勃発すると政府は1941年に「金属類回収令」を出し、板垣退助像、渋谷のハチ公像、伊達政宗騎馬像、二宮金次郎像、広瀬中佐、東郷平八郎など軍人像も例外なく再利用された。戦後復興期には次々と復元された。レジャーや観光のために続々と建てられた。今まで手が届かない場所にあった観賞用銅像から、触れることのできる銅像もできた。

## 作られる目的
以下のような目的が考えられる。
- 芸術的表現（オーギュスト・ロダンの「考える人」、エドガー・ドガの「14歳の小さな踊り子」など）
- 土地に残る伝承を伝える、またはそれを題材にして町おこしをするため（熱海サンビーチの金色夜叉像）
- 偉業を成し遂げた人や動物をたたえる。（武将像、西郷隆盛像、二宮尊徳像など）。
- 待ち合わせ場所の目印（ハチ公像は待ち合わせ場所として有名だが、本来は上記の「偉業を讃える」部類の像）。
- 庭園などの装飾。
- 個人崇拝の対象。特に独裁的な国家の指導者に多く見られる（ソ連のレーニン像、北朝鮮の金日成・金正日像や、2003年4月9日に撤去されたイラクのサッダーム・フセイン像など）。
- 主義主張の表現（笹川良一の「孝子の像」や長崎市平和祈念公園の「平和祈念像」や大韓民国各地の慰安婦像など）。ただし「孝子の像」については前記の個人崇拝の対象にも該当する面がある。
- 希にマスコットキャラクターも銅像が設置されることもあり、Suicaのペンギンが該当する。新宿駅新南口に、バスタ新宿のオープンに合わせて「Suicaのペンギン広場」の名称で設置した。また葛飾区の新小岩駅北口駅前広場には同区内に本社がある玩具メーカーが生み出したキャラクター、モンチッチの銅像が設置されている。

## 日本にある銅像

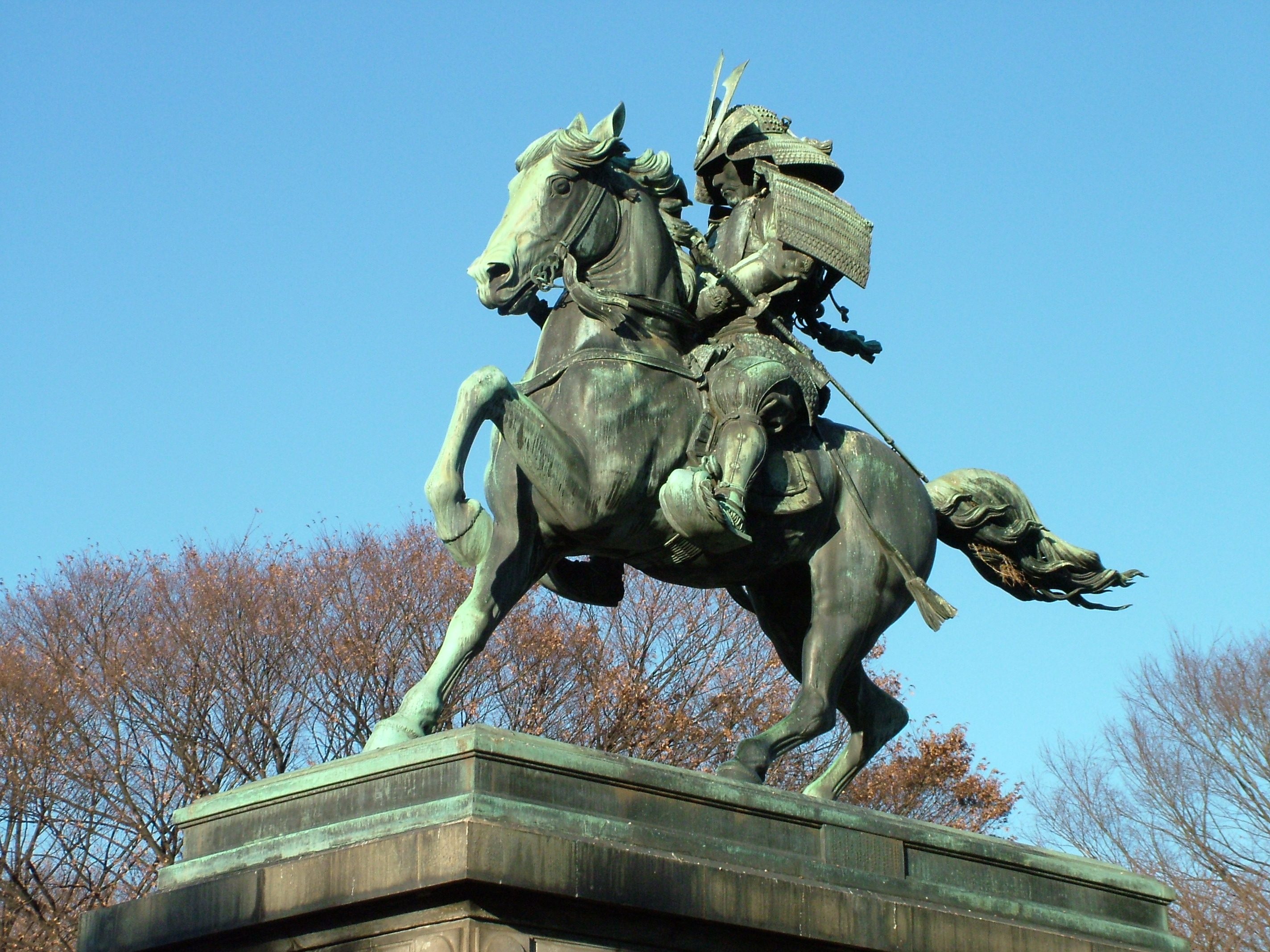
皇居外苑にある楠木正成像

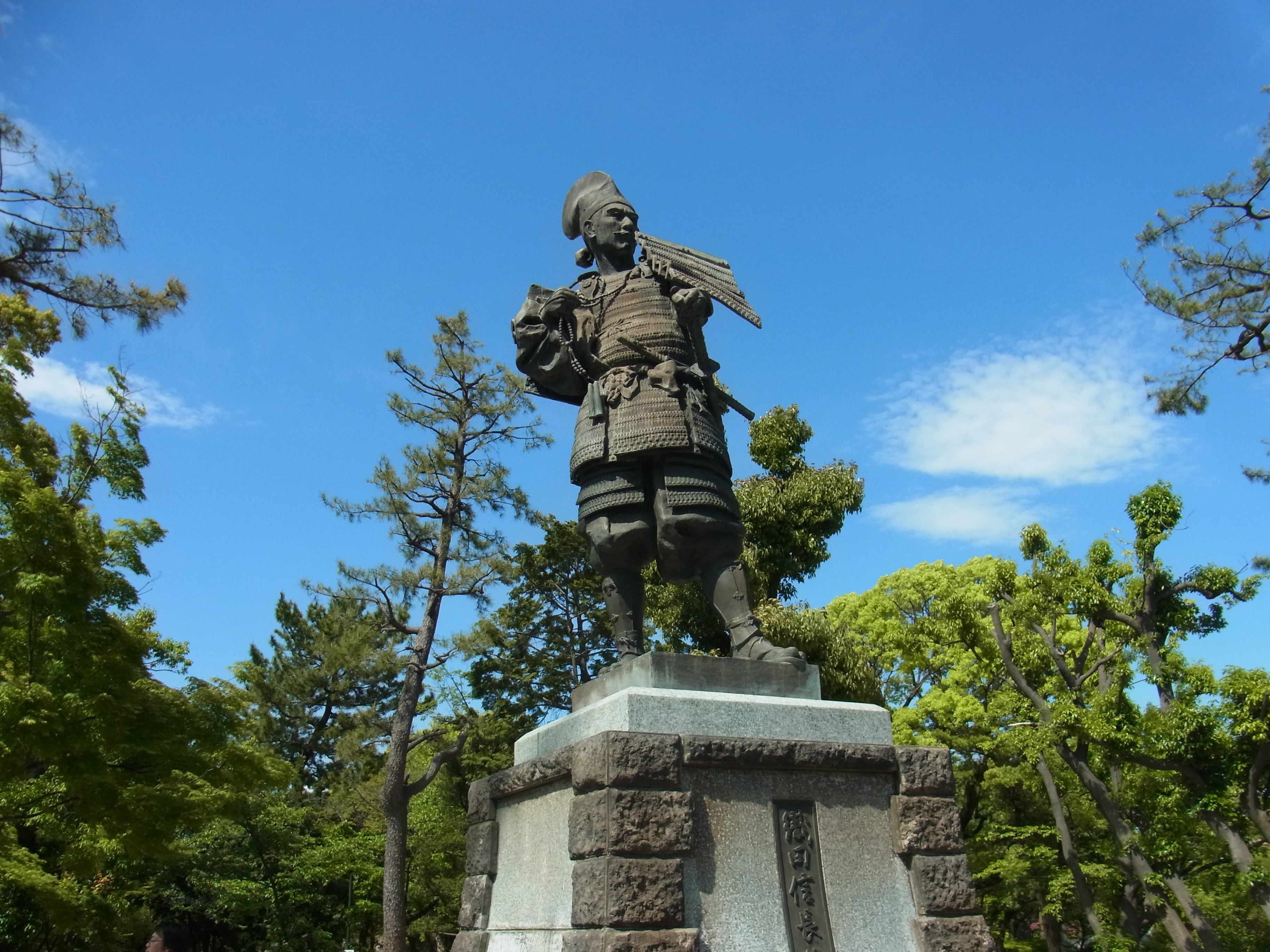
織田信長像（清洲城）

### 設置数の多さ
- 1位　松尾芭蕉　33体
- 2位　坂本龍馬　32体
- 3位　聖徳太子、織田信長、明治天皇　12体
  - 二宮金次郎が1位とされることがあるが、実際には石像が多い。

### 大きさ
- 1位　天草四郎　熊本県上天草市　藍のあまくさ村　15m
- 2位　日蓮上人　福岡市博多区　東公園　10.6m
- 3位　西郷隆盛　鹿児島県霧島市　西郷公園　10.5m

## 外国にある銅像

### 外国人
- パートナーズ (ブロンズ像)はウォルト・ディズニーとミッキーマウス、ロイ・O・ディズニーとミニーマウスの銅像は世界中のディズニーリゾートとウォルト・ディズニー・カンパニーの入口に設置してある。
- ワシントン銅像はフィラデルフィアの独立記念館にある。
- カメハメハ一世銅像はハワイ、ワイロアバー州立保養地にある。
- サン・マルティン銅像はブエノスアイレス　サン・マルティン広場にある。
- マゼラン銅像はチリプンタアレーナス広場にある。
- ジンギス・カン銅像はモンゴルウランバートルの郊外にある。
- ピョートル一世銅像はサンクトペテルブルクの元老院広場にある。
- ルイ十四世銅像はヴェルサイユ宮殿にある。
- マリア・テレジア銅像はウィーン美術史博物館にある。
- ブルース・リー銅像は香港、星光大道にある。
- リヴィングストン銅像はザンビア、リヴィングストン市、ヴィクトリアの滝にある。
- サラディン銅像はシリア、ラタキア東部、サラディンにある。

### 日本人

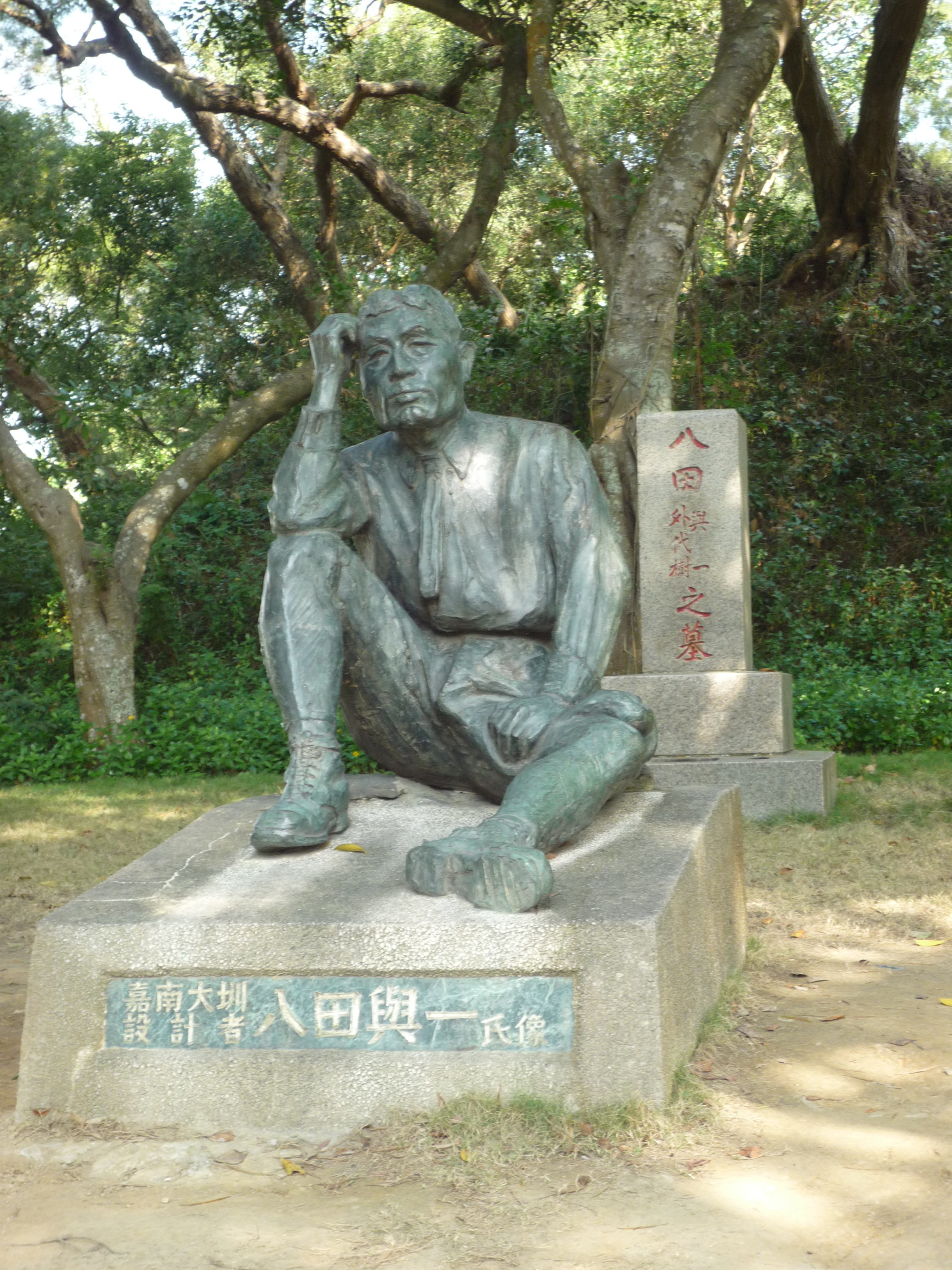
八田の銅像と墓

- 野口英世銅像はメキシコ、メリダ、オーラン病院にある。
- 八田與一銅像は台南市烏山頭ダムにある。
- 支倉常長銅像はイタリア、チヴィタヴェッキアのカラマッタ広場にある。

## 参考書
- かみゆ歴史編集部 『日本の銅像 完全名鑑 全950体 オールカラー』 2013年 廣済堂出版 ISBN 978-4-331-80245-8

## 関連文献
- 平瀬礼太 『銅像受難の近代』吉川弘文館　2011年　ISBN 9784642038034。オンデマンド版[1]　2022年　ISBN 9784642738033
- 平瀬礼太『彫刻と戦争の近代』歴史文化ライブラリー 吉川弘文館　2013年　ISBN 9784642057653。オンデマンド版[2] 2022年　ISBN 9784642757652